# Quercus canbyi
Quercus canbyi és un tipus de roure que pertany a la família de les fagàcies. Està a dins de la secció dels roures vermells del gènere Quercus.

## Distribució
Es troba a Mèxic als estats de Nuevo León, (Tamaulipas) i als Estats Units a l'estat de Texas a les Muntanyes de Chisos. Creix entre els 0 als 2100 m a canyons rocosos, en una zona restringida.

## Descripció
Quercus canbyi és un petit arbre que assoleix entre els 4 als 15 metres d'alçada, i el tronc entre 20 a 50 cm de diàmetre. Les branques són llargues i flexibles, una mica caigudes. L'escorça és de color marró verdós, suau, convertint-se en gris fosc, berrugós, solcat. Les branquetes tenen un color vermellós marronós, brillants, fines (1-2 mm de diàmetre), aviat glabres, amb lenticel·les clares. Les gemmes terminals tenen un color vermellós marrorós, ovoides, d'1,5-5 mm, poc ciliats. Les fulles fan 7,5-10 x 2-3 cm, semiperennifòlies o darrerament caducifòlies, gruixudes, corretjoses, lanceolades a estretament el·líptiques. L'àpex agut, atenuades, base arrodonida o cuneïforme, marge gruixut, revoluts, amb 4 parells de poca profunditat de verres amb punta lòbuls dentats, o de vegades tot, de color verd brillant, sense pèl amunt; sense brillantor, de color marró vermellós sota a vegades amb flocs axil·lars; entre 4 a 8 parells venes. Els pecíols estan sense pèls, prims i flexibles, d'1-2 cm de llarg. Les flors en surten 1 o 2 entre els mesos d'abril i maig. Els aments masculins fan entre 3 a 5 cm de llarg i els pistils fan entre 0,5 a 1 cm de llarg. Les glans fan 1,5 cm, estretes, sense pecíol, sola o en parelles. La tassa és molt superficial i cobreix 1/4 o 1/3 de la nou, i les glans maduren entre 1 o 2 anys.

## Sinonímia
- Quercus alamarensis C.H. Mull.
- Quercus canbyi fo. ascendens Trel.
- Quercus canbyi fo. attenuata C.H. Mull.
- Quercus canbyi fo. berlandieri Trel.
- Quercus canbyi fo. concolor Trel. & C.H. Mull.
- Quercus canbyi fo. karwinskii (Trel.) C.H. Mull.
- Quercus canbyi fo. pedunculata C.H. Mull.
- Quercus canbyi fo. setacea C.H. Mull.
- Quercus canbyi fo. subovatifolia C.H. Mull.
- Quercus karwinskii Trel.